# Дадли Паунд
Дадли Паунд (енгл. Sir Alfred Dudley Pickman Rogers Pound, 29. август 1877 – 21. октобар 1943) био је британски адмирал који је командовао британском Краљевском морнарицом у Другом светском рату.

## Служба
У бици код Јиланда (1916) командовао је бојним бродом Колос (енгл. HMS Colossus) и потопио немачки бојни крсташ Лицов. Између два рата био је начелник оперативно-планског одељења Адмиралитета, командант ескадре бојних крсташа у Атлантској флоти, други поморски лорд и командант Средоземне флоте (1936-1939). Од јуна 1939. до октобра 1943, био је први поморски лорд Адмиралитета (оперативни командант Ратне морнарице) и командовао је британском морнарицом у најкритичнијем раздобљу Другог светског рата.